# Viola portulacea
Viola portulacea är en violväxtart som beskrevs av Leybold. Viola portulacea ingår i släktet violer, och familjen violväxter. Inga underarter finns listade i Catalogue of Life.